# Досін (Польща)
Досін (пол. Dosin) — село в Польщі, у гміні Сероцьк Леґьоновського повіту Мазовецького воєводства.
Населення — 392 особи (2011).
У 1975-1998 роках село належало до Варшавського воєводства.

## Демографія
Демографічна структура станом на 31 березня 2011 року:
|          | Загалом | Допрацездатний вік | Працездатний вік | Постпрацездатний вік |
| -------- | ------- | ------------------ | ---------------- | -------------------- |
| Чоловіки | 197     | 45                 | 136              | 16                   |
| Жінки    | 195     | 38                 | 124              | 33                   |
| Разом    | 392     | 83                 | 260              | 49                   |